# ホーム・アローン
『ホーム・アローン』（Home Alone）は、1990年公開のアメリカ合衆国のコメディ映画。クリスマス映画の代表作として知られる。監督はクリス・コロンバスで、脚本と製作はジョン・ヒューズ、主演はマコーレー・カルキンが務めた。
興行収入は全世界で4億7668万ドル、日本国内でも約34億円に達し成功を収めた。アカデミー賞では作曲賞・歌曲賞にノミネートされた。
1992年には続編の『ホーム・アローン2』が公開された。

## ストーリー
シカゴに住む裕福な家庭で、子沢山の大家族でもあるマカリスター家は、クリスマス休暇を利用して家族総出のフランス・パリ旅行を計画していた。しかし、旅行出発の朝、停電によってセットしていた目覚まし時計がリセットされてしまい、全員が寝坊してしまう。家族は慌てて空港へと向かったが、その際、前夜に兄・バズとのトラブルで屋根裏部屋で寝かされていた8歳の少年ケビン・マカリスターが1人家に取り残されてしまった。
ケビンはうるさい家族がいなくなった事を喜び、1人暮らしを満喫する。一方、泥棒コンビのハリー・ライムとマーヴ・マーチャントはクリスマス休暇で誰もいなくなった家を狙っており、事前の情報収集によってマカリスター家にも目をつけていた。また、道中でケビンがいないことに気づいた家族は、家に戻ろうとするも、クリスマス期間中でほとんどの飛行機は満席状態だったため、大人数の移動は困難を極めた。そこで母・ケイトは一人別行動を取り、パリ＝オルリー空港に残って、アメリカ行き飛行機の空きができるのを待つことにする。空港で老婦人からダラス行きのチケットを購入しアメリカへ戻り、さらにスクラントンへ不眠不休で渡り、空港職員に懇願していたところ、ミルウォーキーへ車で向かう楽団が事情を聞き、ワゴン車に同乗することを提案する。
ひょんなことから家が狙われていることを知ったケビンは、家人（大人）がいるように見せかけ、家を守ろうとする。当初はうまくいき、泥棒コンビに一泡吹かせるが、結局は幼い子供が独りだけだとバレてしまい、泥棒コンビは騙された報復も兼ねて計画通りマカリスター家に盗みに入ることを決心する。また、実はマカリスター家の隣家には老人・マーリーがいたのだが、バズの作り話によって「シャベル殺人鬼」と思い込んでいるケビンは、彼には助けを求めようとしなかった。そして家族がいなくなった原因が自分だと考えているケビンは後悔し、神に赦しを乞う。
クリスマス当日。ケビンは家を泥棒から守るべく、日用品などで家中に様々な仕掛けを作り、泥棒たちを迎え撃つ準備を整える。そして教会へ赴くと自分が悪かったと認め、家族を帰して欲しいと願う。また、そこでマーリーと出くわし、最初は怯えるものの、会話を交わしていくうちに彼への誤解を解く。
その後、ケビンは家に侵入してきた泥棒たちに仕掛けた罠で酷い目に合わせていく。最初はしょせん子供が相手だと油断する2人であったが歯が立たず、本気になるも、それすらも狙ったかのような狡猾なケビンの罠が2人を襲う。一通り泥棒たちを苦しめ、家を脱出したケビンだったが、先回りした泥棒たちに捕まってしまう。その時、マーリーが現れ、泥棒たちをシャベルで殴りつけて気絶させケビンを助け出す。そして泥棒たちはやってきた警察に逮捕されるのだった。
翌朝、ケイトが自宅にたどり着くと同時に、移動手段が間に合った他の家族も帰宅し、ケビンは願いが叶ったと再会を喜ぶ。なにか変なことはあったかと問う父・ピーターに、特に何もなかったとケビンは答える。ピーターは床に落ちているハリーが付けていた金歯を拾い、誰の物か疑問に思う。ケビンが窓の外を見ると息子夫婦と和解したマーリーが孫娘を抱きかかえ笑っている。ケビンに気づいたマーリーが手を振り、ケビンも手を振りかえしたところで、バズが勝手に部屋に入ったなと怒るシーンで物語は幕を閉じる。

## 登場人物

### 主要人物
ケビン・マカリスター
主人公。マカリスター家五兄弟の末っ子。8歳。頭の回転が早く聡明な一方で、年相応に臆病な一面もある。悪戯好きで兄弟姉妹と喧嘩や諍いを起こすことが多く、家族や親戚からはトラブルメーカー扱いされている。
家族総出でのパリ旅行の前夜、食事中に長兄・バズにからかわれたことでトラブルになる。だが、自分だけが厳しい非難を浴び、罰として屋根裏部屋で寝かせられることとなったため「家族なんて消えてしまえばいい」と思いながら一夜を過ごす。翌朝、家族は慌てて旅行に出かけたためケビンを忘れてしまい、逆にケビンは誰もいない自宅で目を覚ます。最初は願いが本当に叶ったと大喜びし、楽しい独りでの生活を満喫するが、次第に寂しさを感じていく。その一方で、ハリーら泥棒達が自宅を狙っていることを知り、独りで迎え撃つことを決める。
ハリー・ライム
泥棒コンビの一人。頭髪が薄く中年の小男で、入れ歯の一つが煌めく金歯である。悪賢い性格だが運動神経は高くなく、短気で詰めの甘い面も目立つ。コンビでは自身が指令塔となり、間抜けなマーヴを引っ張る形で行動する。
相棒マーヴと共に、クリスマス休暇で旅行に行く家を狙った空巣を行う。その際、偽警官に扮して事前情報の収集を行うなど計画に余念が無いが、逆にこれがケビンから正体を疑われるきっかけとなってしまう。計画通り住宅街の目ぼしい家を荒らし、マカリスター家も狙うものの、ケビンによって家人がいるように偽装され、警戒する。
最終的に幼いケビン一人しかいないことを知って盗みに及ぶものの、トラップを仕掛け待ち構えていたケビンによって痛い目に遭いながら撃退され、最後はマーヴと共に逮捕される。
マーヴ・マーチャント
泥棒コンビの一人。長身痩躯の若い男で、非常に間抜け且つ能天気な性格。
相棒ハリーの命令に大人しく従うものの、その意図がわかってないことも多い。運動能力は高くない相棒に代わって行動的な仕事を担う。
ハリーと共にケビンの家へ盗みに及ぶものの、ケビンによって痛い目に遭いながらハリーと共々撃退され、最後はハリーと共に逮捕される。
マーリー
マカリスター家の隣に住む無口な老人。シャベルを用いて淡々と家の前の除雪作業を行っており、怖い雰囲気を漂わせている。
バズの作り話によってケビンから「シャベル殺人鬼」として避けられていたが、実際は心優しい人物。
クリスマス期間中に1人で教会にいたところ、自分の過ちを悔いて現場にやってきたケビンと出会う。そこで息子家族と喧嘩してクリスマスを1人で過ごしていることを明かし、似た境遇のケビンはマーリーへの誤解を解いて打ち解ける。その後の物語終盤、ケビンを捕まえた泥棒コンビを背後からシャベルで殴って昏倒させ、彼を助けた。
教会での会話でケビンから息子との和解を勧められており、エンディングでは戻ってきた息子家族と再会した。

### マカリスター家
ピーター・マカリスター
ケビンの父親。旅行前夜は慌しさの余り、食事中に起きたケビンとバズとの喧嘩で一番周りに迷惑をかけたケビンのみを罰し、屋根裏部屋へと追いやる。
警官に偽装したハリーに「一杯どうだ?」と誘うなど、普段は気さくな性格。金払いがよく、夫婦でファーストクラスの飛行機に乗るなど裕福。物語終盤、自宅の廊下に落ちているハリーの金歯を拾い「ケイト、これ何だろう?」と聞いていた。
ケイト・マカリスター
ケビンの母親。旅行前夜、マカリスター家に集まった自分の子供5人に加え、義兄夫婦の子5人とパリに転勤したケビンの伯父（ピーターのもう1人の兄）の娘を合わせた11人の子供たちの世話でてんやわんやしていた。日頃から家族の中で問題児扱いであるケビンに厳しいが、決して彼への愛情が薄いわけではない。
普段は優しく大らかで愛情深い女性。旅行先でケビンがいないことに真っ先に気づき、ケビンを自宅に残した罪悪感から｢母親失格｣と言ってしまうほどのショックを受け、一刻も早く家へ戻ろうとする。
バズ・マカリスター
マカリスター家の長男でケビンの兄。年の離れた我侭な末っ子の弟ケビンに対して、いつもからかったり意地悪したりしている。ケビンが部屋に泊めてもらおうと頼みにきたとき、日頃の態度から追い出そうとしたが、バズにも我侭な一面がある。また、マーリーが殺人鬼であるという作り話をケビンに教えた。
ガキ大将らしく恰幅のいい体型。タランチュラを飼っており、生態に詳しい（自身が飼っているタランチュラにはパリへの旅行前にネズミの肝を食べさせ、それなら2、3週間は生きるだろうと言った）。彼女がいるが、写真を見たケビン曰く「ブス」らしい。
旅行前夜の食事中に起こした喧嘩は、彼がケビンの好物のピザをわざと食べた直後に嘔吐し、怒ったケビンがバズを突き飛ばしたことに発している。宿泊先でケビンが置き去りになったことが判明したあともケビンの事をあしらっていたが、内心は心配していたようで、パリから帰ってきた際、「よおケビン!よく家を燃やさなかったな」とケビンとの再会を憎まれ口を叩きながらも喜ぶ。そこで関係に変化が訪れるかと思われたが、留守の間にケビンが自身の部屋を荒らした事を知って怒声を上げ、いつもの関係に戻る。
ジェフ・マカリスター
マカリスター家の次男。ケビンに対してはバズと同じように邪魔者扱いしている。荷造りが出来ないケビンに「ザンネン（tough）」と皮肉を言うが、パリに到着後に電話をした際に留守番電話だった時はがっかりした表情でケビンを心配しており、終盤でパリから帰ってきた際は、ケビンが単独で買い物した事を知ると、「お前が一人で買い物したのか?驚いたな。」と関心を示した。
リニー・マカリスター
マカリスター家の長女。歯の矯正器具を付けている｡
旅行の荷造りができないケビンの行動を見て、フランス語で「無能（les incompétents）」と罵倒するが、パリに着いてからは「弟が家に独りなの!」と見知らぬフランス人に電話を代わるようお願いしていた。
ミーガン・マカリスター
マカリスター家の次女。旅行前の自分の荷造りに忙しかったせいか苛立ちを感じており、荷造りができないケビンをあしらうが、パリに着いてからは「きっと独りで泣いてるわ」とケビンの事を心配していた。
フランク・マカリスター
ケビンの伯父で、ピーターの兄。吹き替えでは、ケビン達から「フランクおじさん」と呼ばれる。
意地汚くケチな性格で、旅行前の食事のピザ代も弟にたかっている。
暴力映画を好むが、ケビンが見ようとすると追い出し、バズとケビンが喧嘩した際は、「自分がしたことを見てみろ!この悪ガキが!」と罵倒した。
ケビンを目の敵にしているような描写が多いほか、ケビンを自宅に置き忘れ落ち込むケイトに余計な一言を言ってしまうなど、残念な性格が強調されている。
当初の脚本では彼も泥棒グループの一員であり、マカリスター家が留守なことをハリーとマーブに知らせる役回りだったが、「家族映画なのに家族から裏切り者が出るのはおかしい」とのことから、マカリスター家の留守を確かめるのはハリーが警官に変装して下見するというシナリオに変更された。
レスリー・マカリスター
ケビンの伯母でピーターの兄嫁。恰幅が良く、眼鏡をかけている。意地汚い旦那に手を焼くこともある。
ヘザー・マカリスター
パリに転勤したケビンの伯父の娘で、ケビンの従姉。サバサバとした性格のしっかり者で、バズの冗談もあっさり受け流す。
子供達のまとめ役といった所だが、人数確認でミッチをケビンと見間違えてミスをしてケビンを置いていく切っ掛けを作ってしまう。
フラー・マカリスター
フランク一家の末っ子でケビンの従弟。母親譲りの色白眼鏡少年。ペプシコーラを好んでよく飲んでいる。まだおねしょが治っていない。
トレイシー・マカリスター
フランク一家の長女。パーマのかかっている髪型が特徴。
ロッド・マカリスター
パリに転勤したケビンの伯父の息子。眼鏡をかけている。バズとは同い年。フランス人女性は脇毛を剃らないと言う事をよく知っており、バズにその事を聞かれた際にそれは本当だと答えた。ケビンの事をどう思っているかは不明だが、旅行前夜にケビンがバズと喧嘩すると言う騒動を起こした際には一同でケビンを睨みつけた。
ソンドラ・マカリスター
フランク一家の次女。
ブルック・マカリスター
フランク一家の三女。赤い眼鏡をかけている。

### その他
ガス・ポリンスキー
売れないバンド「ポルカ・キング」のリーダー。飛行機の見当がつかず困っていたケイトを思い、車に乗せてシカゴまで送っていった功労者。
ピザ屋の店員
マカリスター邸にピザを届けに来た店員。足で他所の家のドアを閉めるなど、だらしないことをしたりもする。
二度目の配達では、ケビンの企みによる暴力映画の音声で被害に遭った。
ミッチ・マーフィ
マカリスター家の向かいに住む少年で、ケビンの友達。彼がマカリスター家を空港へ送る車に紛れ込んで荷物をいじっていた事が原因でヘザーがケビンと見間違える事となった。なお、彼の一家はフロリダ旅行に行った。
車に詳しいらしく、ドライバーにかなりの詰問をしていた。
執拗に邪魔した挙句、ドライバーから「仕事の邪魔だ!ほら失せろ!!」と怒鳴られた。
ジョニー
ケビンの見ていたビデオに登場するギャング。粗暴な性格。
スネーク
ケビンの見ていたビデオに登場するギャング。ジョニーに射殺された。

## キャスト
| 役名                         | 俳優                         | 日本語吹き替え | 日本語吹き替え | 日本語吹き替え | 日本語吹き替え | 日本語吹き替え |
| 役名                         | 俳優                         | ソフト版       | フジテレビ版   | テレビ朝日版   | 機内上映版1    | 機内上映版2    |
| ---------------------------- | ---------------------------- | -------------- | -------------- | -------------- | -------------- | -------------- |
| ケビン・マカリスター         | マコーレー・カルキン         | 折笠愛         | 矢島晶子       | 折笠愛         | 大谷育江       |                |
| ハリー                       | ジョー・ペシ                 | 青野武         | 青野武         | 樋浦勉         | 麦人           | 峰恵研         |
| マーヴ                       | ダニエル・スターン           | 安原義人       | 江原正士       | 宮本充         | 金尾哲夫       | 小形満         |
| ピーター（父親）             | ジョン・ハード               | 富山敬         | 有本欽隆       | 野島昭生       |                | 江原正士       |
| ケイト（母親）               | キャサリン・オハラ           | 武藤礼子       | 鈴木弘子       | 高島雅羅       |                |                |
| バズ                         | デヴィン・ラトレイ           | 石田彰         | 高木渉         | 森川智之       |                | 桜井敏治       |
| フランクおじさん             | ゲリー・バンマン             | 有本欽隆       | 富田耕生       | 小島敏彦       |                |                |
| レスリーおばさん             | テリー・スネル               | 秋元千賀子     | 片岡富枝       | 堀越真己       |                |                |
| リニー                       | アンジェラ・ゴーサルズ       | 鷲角ゆか里     | 神代知衣       | 氷上恭子       |                |                |
| ミーガン                     | ヒラリー・ウルフ             | 渕崎ゆり子     | ならはしみき   | 池澤春菜       |                |                |
| フラー                       | キーラン・カルキン           | 矢島晶子       | 山田妙子       | 佐藤ゆうこ     |                |                |
| ジェフ                       | マイケル・C・マロンナ        | 田中真弓       | 伊倉一寿       | 阪口大助       |                |                |
| ヘザー                       | クリスティン・ミンター       | 冬馬由美       | 水谷優子       | 遠藤みやこ     |                |                |
| トレイシー                   | センタ・モージズ             | 本多知恵子     | 中沢みどり     | 中山真奈美     |                |                |
| ロッド                       | ジェディダイア・コーエン     | 合野琢真       | 沼田祐介       | 岡野浩介       |                |                |
| ソンドラ                     | ダイアナ・キャンピーヌ       | 鈴木沙織       | 堀越真己       | 桑島法子       |                |                |
| ブルック                     | アンナ・スロットキー         | 川田妙子       | 鈴鹿千春       | 永迫舞         |                |                |
| マーリー老人                 | ロバーツ・ブロッサム         | 加藤精三       | 清川元夢       | 阪脩           |                | 宮内幸平       |
| ガス・ポリンスキー           | ジョン・キャンディ           | 玄田哲章       | 屋良有作       | 銀河万丈       |                |                |
| ミッチ・マーフィ             | ジェフリー・ワイズマン       | 坂本千夏       | 渡辺久美子     | 亀井芳子       |                |                |
| アイリーン                   | ビリー・バード               | 島美弥子       | 堀越真己       | 定岡小百合     |                |                |
| エド                         | ビル・アーウィン             | 北川米彦       | 田中康郎       | 田口昂         |                |                |
| デヴェロー巡査               | クラーク・デヴェロー         | 辻親八         | 古田信幸       | 田口昂         |                |                |
| 空港の受付係                 | ホープ・デイヴィス           | 篠原恵美       | ならはしみき   | 遠藤みやこ     |                |                |
| スクラントン空港の受付係     | アラン・ワイルダー           | 牛山茂         | 軽部真一       | 坂口哲夫       |                |                |
| ジョニー                     | ラルフ・フーディー           | 仁内建之       | 田中康郎       | 藤本譲         |                |                |
| スネーク                     | マイケル・グイド             | 掛川裕彦       | 幹本雄之       | 伊藤栄次       |                |                |
| サンタ                       | ケン・ハドソン・キャンベル   | 星野充昭       | 安西正弘       | 岡野浩介       |                | 小関一         |
| ピザ配達員                   | ダン・チャールズ・ズコスキー | 星野充昭       | 小野健一       | 落合弘治       |                |                |
| ラリー巡査                   | ラリー・ハンキン             | 岸野一彦       | 屋良有作       | 坂口哲夫       |                |                |
| ローズ                       | ケイト・ジョンソン           | さとうあい     | 伊倉一恵       | 亀井芳子       |                |                |
| ドラッグストアの店員         | アン・ホイットニー           | 巴菁子         | 塚田恵美子     | 定岡小百合     |                |                |
| ドラッグストアの薬剤師       | ジム・オルトリーブ           | 牛山茂         | 土方優人       | 小島敏彦       |                |                |
| 女係員                       | ダイアン・B・ショウ          | 鈴鹿千春       | 中沢みどり     | 加藤優子       |                |                |
| スーパーのレジ係             | トレイシー・J・コナー        | 喜田あゆ美     | 鈴鹿千春       | 亀井芳子       |                |                |
| 『三十四丁目の奇蹟』の出演者 | モーリン・オハラ             |                | 鈴鹿千春       | シーンカット   |                |                |
| 『三十四丁目の奇蹟』の出演者 | パーシー・ヘルトン           | 辻親八         | 星野充昭       | シーンカット   |                |                |
| 不明 その他                  | N/A                          | N/A            | N/A            | N/A            |                | 遠藤勝代       |

- ソフト版：1992年発売のVHSに初収録。
  - DVD・BDにも収録。ビデオ・オン・デマンドなど各種配信にも使用[7]。
- フジテレビ版：初回放送1994年10月8日『ゴールデン洋画劇場』※ノーカット
  - 日本テレビ系列『金曜ロードショー』の再放送にも使用[7]。
- テレビ朝日版：初回放送1998年8月9日『日曜洋画劇場』※正味95分
- 機内上映版2：ANAの機内上映にて使用。

吹き替えは上記の他、マコーレー・カルキンを折笠が担当した別の機内上映版がある。
2015年発売の「ホーム・アローン〈日本語吹替完全版〉コレクターズ・ブルーレイボックス」（「吹替の帝王」シリーズ）には、ソフト版・フジテレビ版・テレビ朝日版の3種類の吹き替えを収録。

## スタッフ
- 監督：クリス・コロンバス
- 製作・脚本：ジョン・ヒューズ
- 撮影：ジュリオ・マカット（英語版）
- 音楽：ジョン・ウィリアムズ

### 日本語版
- 字幕翻訳：戸田奈津子

| 吹き替え       | ソフト版     | フジテレビ版         | テレビ朝日版           | 機内上映版 |
| -------------- | ------------ | -------------------- | ---------------------- | ---------- |
| 演出           | 福永莞爾     | 春日正伸             | 福永莞爾               |            |
| 翻訳           | 平田勝茂     | 飯嶋永昭             | たかしまちせこ         |            |
| 調整           | 遠西勝三     | 栗林秀年             | 長井利親               |            |
| 効果           |              | 山本洋平             | 南部満治               |            |
| プロデューサー |              | 井龍信吾             | 松田佐栄子             |            |
| 制作           | テレビハウス | ムービーテレビジョン | ニュージャパンフィルム | 東北新社   |

## テレビ放映履歴
日本では、定期的に地上波テレビで放送が行われている。
| 回数 | テレビ局   | 放送枠             | 放送日         | 放送時間     | 吹替版       | 視聴率 |
| ---- | ---------- | ------------------ | -------------- | ------------ | ------------ | ------ |
| 1    | フジテレビ | ゴールデン洋画劇場 | 1994年10月8日  | 21:02～23:04 | フジテレビ版 | 23.3%  |
| 2    | フジテレビ | ゴールデン洋画劇場 | 1996年12月21日 | 21:00～22:54 | フジテレビ版 | 16.1%  |
| 3    | テレビ朝日 | 日曜洋画劇場       | 1998年8月9日   | 21:00～22:54 | テレビ朝日版 | 18.1%  |
| 4    | フジテレビ | ゴールデン洋画劇場 | 2000年3月18日  | 21:00～22:54 | フジテレビ版 | 16.6%  |
| 5    | テレビ朝日 | 日曜洋画劇場       | 2002年1月27日  | 21:00～22:54 | テレビ朝日版 | 16.1%  |
| 6    | 日本テレビ | 金曜ロードショー   | 2004年8月20日  | 21:03～22:54 | フジテレビ版 | 13.8%  |
| 7    | 日本テレビ | 金曜ロードショー   | 2006年12月8日  | 21:03～22:54 | フジテレビ版 | 15.7%  |
| 8    | 日本テレビ | 金曜ロードショー   | 2008年5月23日  | 21:03～22:54 | フジテレビ版 | 10.5%  |
| 9    | テレビ東京 | 月曜プレミア!      | 2011年1月10日  | 20:00～21:54 | フジテレビ版 | 7.1%   |
| 10   | 日本テレビ | 金曜ロードSHOW!    | 2012年11月30日 | 21:00～22:54 | フジテレビ版 | 13.5%  |
| 11   | 日本テレビ | 金曜ロードSHOW!    | 2015年12月11日 | 21:00～22:54 | フジテレビ版 | 9.9%   |
| 12   | 日本テレビ | 金曜ロードSHOW!    | 2018年12月14日 | 21:00～22:54 | フジテレビ版 | 12.6％ |
| 13   | 日本テレビ | 金曜ロードショー   | 2021年12月24日 | 21:00～22:54 | フジテレビ版 | 10.6%  |
| 14   | 日本テレビ | 金曜ロードショー   | 2023年12月22日 | 21:00～22:54 | フジテレビ版 | 8.5%   |

## 製作

### 企画
本作のアイディアは、ジョン・ヒューズが家族旅行のため、荷物をリスト化していた際に思いついたという。ヒューズはリストの作成中「ああ、子どもたちを忘れちゃいけない」と思ったといい、そこから「もし息子を家に残したら彼はどうするか？」と考え、後に脚本に発展する8ページのメモを書き下ろした。旅行の後、さらに「子供たちが留守番中に最も恐れているのは当然強盗だ」と想像して、ヒューズはその側面を筋書きに取り入れ脚本を執筆。初稿はわずか9日で書き上げたという。
企画は当初、ワーナー・ブラザースによる制作と配給が予定されていた。だが、ワーナーと約束した“低予算制作”ができない可能性が浮上した時、ヒューズはライバルの映画会社である20世紀フォックスへ脚本のコピーを密かに渡し、気に入ったフォックスはヒューズとの間で秘密裏に「ワーナーでの制作が不能になった場合、プロジェクトへ資金提供する」という契約を行う。そして、制作開始予定の3週間前に予算をめぐる争いが実際に起きたことでワーナーがプロジェクト中止を要求したことを機に、フォックスが制作会社となった。最終的に、予算はワーナーと契約した際の1000万ドル未満から1800万ドルに増えた。
監督はクリス・コロンバスに依頼。ヒューズは彼に本作と別作品の台本を渡しどちらを撮りたいか聞いたところ、コロンバスはより面白く、クリスマスがテーマの作品が好きとの理由で、ホーム・アローンを監督することを選んだ。コロンバスは監督就任後、物語に感動的な結末や深みを与えるため、隣人マーリーに関するエピソードの書き下ろしや一部脚本の書き直しを行った。そのため、ノンクレジットだがコロンバスも脚本に参加している。また、コロンバスは制作時、時代を超えた作品になることを目指したといい、「誰かが今から25年後にそれを見て、時代遅れと感じてほしくない。それが昨日作られたかのように感じてほしい。衣装から壁紙まで、すべてが時代を超えるクオリティだと感じられなければいけなかった」と述べている。

### キャスティング
ケビン役に関して、ジョン・ヒューズは当初から『おじさんに気をつけろ!』で出会ったマコーレー・カルキンをキャスティングすること望んでおり、コロンバスにもカルキンの起用を提案。コロンバスは「監督としての責任」から形式的なオーディションを行っているが、最終的にカルキンを起用した。
ハリー役はロバート・デ・ニーロとジョン・ロヴィッツが候補に上がるが共にオファーを辞退し、ジョー・ペシに決まった。
マーヴ役のダニエル・スターンは、撮影スケジュールが延びた際に行われた出演料増加の交渉が上手くいかず降板したことがあり、一時的にダニエル・ローバックが代役に起用された。だが、リハーサルでローバックが共演者とかみ合ってないと考えたコロンバスはスターンの出演料増加を上層部に直訴し、降板から3日後にスターンは連れ戻される形で復帰することとなった。
ガス・ポリンスキー役のジョン・キャンディは、親交があり彼の才能を重宝していたヒューズによって起用された。スケジュールの問題から撮影は1日だけで、出演料もピザ配達員役であるダン・チャールズ・ズコスキーより少ない414ドルだったなど、ボランティアのような形での参加だったという。また、ヒューズの提案でキャンディの台詞はほぼ全てアドリブとなった。

### 撮影
ケビンの家は、シカゴ・リンカーン通り671番地にあるとされているが、実際に撮影で使われたのはシカゴから少し離れたウィネッカ村のリンカーン通り671番地の邸宅である。また、劇中に登場する鉄橋、公園、教会などもウィネッカで撮影されたものである。なお、シカゴのリンカーン通りには「671番地」はそもそも存在しない。
撮影に使われた邸宅は、1920年代に造られた赤レンガ建築である。4つの寝室や暖炉、サンルーム、窓のついた屋根裏の寝室、独立したガレージを備え、土地の広さは約600坪あるという。この家を見つけるのには数週間かかったといい、クリス・コロンバスの撮った写真を見たジョン・ヒューズは「完璧だ。まさにぼくのイメージ通りだ」と言っていたという。
撮影監督のジュリオ・マカットによる提案から、撮影時の照明には1940年代から1960年代にかけてのハリウッド映画で主流だったカーボンアーク灯が使用された。
子役が参加しているなどの理由から、泥棒役のペシとスターンはその役柄にもかかわらず罵倒を控える必要があり、特にギャング映画へ多く出演していたペシにとっては迷惑だったという。なお、実際に映画に登場した罵倒は、スターンが裏口のドアに靴を落としたときに誤って言った「たわごと」など数えるほどである。 
特殊効果を一切使わなかったというスタント部分の撮影は、スタッフに緊張をもたらした。元々安全ハーネス使用予定だった箇所は、カメラの問題から実際の撮影でつけられなかったといい、コロンバスは「スタントマンがそれらのスタントの1つこなす度に、私たちはそれを見て無事生きていることを祈るだけだった。面白くなかった」と語っている。また、スターンの顔を歩くタランチュラは迫真の演技のため機械仕掛けでなく本物となった。
ハリーがケビンの指を噛もうとしたシーンの撮影では、リハーサル中、役に入り込みすぎたペシが実際にカルキンの指を噛んでしまい、今もカルキンにはその傷跡が残っているという。

## 封切り
日本では1991年6月22日に日比谷スカラ座などで先行公開され、同年7月6日から全国一斉公開された。渋東シネタワー（現：TOHOシネマズ渋谷）では、こけら落とし上映作品となった。。

## エピソード
2011年5月、撮影に使われたイリノイ州ウィネッカ村の邸宅が240万ドル（日本円で約1億9300万円）で売りに出され、最終的に158万5000ドルで売却された。売却担当者はこの時、「まるで登場人物であるかのように、映画で主要な役割を演じた邸宅は非常に少ない」と話している。その後、2021年には動画配信サービスのDisney+にて『ホーム・スイート・ホーム・アローン』が配信開始されたことを記念し、民泊仲介サイト大手のAirbnbを介して25ドル（日本円で約2850円）で同年12月12日の1泊限定で貸し出された。
邸宅に関して、普段は個人宅のため内部公開は原則ないものの、近年では周辺に露店が立つなど「ホーム・アローン・ハウス」として観光名所になっている。一方で、敷地内の無断侵入や無断駐車、夜遅くに「ケビン！」と叫ぶ人が現れるなど近隣住民とのトラブルが発生しており、プライバシー保護の観点も考慮した上で、周囲には防犯カメラと柵が設置された。
2018年、Googleは本作品をモチーフとしたCMを制作した。Googleアシスタントを使いこなしながら、家でのひと時を過ごすというもので、本作品と同じくマコーレ・カルキンがケビン役を演じた。

## ゲーム版
アメリカでNintendo Entertainment System（海外版ファミリーコンピュータ）、Super Nintendo Entertainment System（同スーパーファミコン）、ゲームボーイ、メガドライブ、マスターシステム、ゲームギア、Amigaなど様々な機種からゲーム化され、日本でもそのうちスーパーファミコン版とゲームボーイ版が発売された。いずれも、家の中にある宝石や家電、おもちゃ等を泥棒にやられないように集め、各ステージのボスを倒すというアクションゲームであり、映画本編とは内容が乖離している。操作キャラクターのケビンの方が泥棒のような行動を取ることを要求されることやグラフィックの拙さなどからゲームとしての評価は低い。ファミコン通信クロスレビューではSFC版は6、4、6、3の19点。レビュアーは全体としては前時代的でグラフィックは綺麗だがギャップに戸惑い、隠しアイテムは取得にやや頭を使うが本作の核といえるほどフィーチャーされてはいないようで、それも見つからずに進まないことはなく作業的であるとする者とGB版とほぼ同じ内容だがケビンの体力回復を可能したり残機が増えるピザが多く隠されていることでゲームオーバーにならず長く続けられ探索に力が入るとする者、グーニーズのような味わいがあり根本で難易度が低い箇所もあるがこういったベーシックテイストもいいとする者がおり、敵については存在するだけといえる影の薄さで意味が欲しかったとする者や特定の武器を使って倒す必要があり耐え忍ぶ必要があるとする者がいた。
また、2006年にはヨーロッパでPlayStation 2用ソフトとして上記の作品とは別にゲーム化されている（en:Home Alone (2006 game)）。

## Blu-ray/DVD
ウォルト・ディズニー・ジャパンよりBlu-ray DiscとDVDが発売。
- Blu-ray
  - ホーム・アローン＜日本語吹替完全版＞コレクターズ・ブルーレイBOX〔初回生産限定〕　品番：FXXE-1866　発売日：2015年11月25日
  - ホーム・アローン ブルーレイコレクション＜2枚組＞　品番：FXXZ-8504　発売日：2016年11月25日
  - ホーム・アローン　品番：FXXJC-1866　発売日：2016年12月2日
  - ホーム・アローン 4K UHD　品番：VWBS7097　発売日：2020年12月2日

- DVD
  - ホーム・アローン　品番：FXBNG-1866　発売日：2012年12月19日